# Leslie Heráldez
Leslie Heráldez Sevillano (30 marzo 1993) è un calciatore panamense, centrocampista dell'Árabe Unido e della Nazionale panamense.

## Carriera

### Club
Ha sempre giocato nel campionato panamense.

### Nazionale
Ha esordito in Nazionale il 15 luglio 2017 durante l'incontro Panama-Martinica (3-0) valevole per la fase a gironi della Gold Cup 2017.